# Шарич, Даниел (гандболист)
Даниел Шарич (серб. Данијел Шарић / Danijel Šarić; род. 27 июля 1977, Добой, Босния и Герцеговина) — катарский гандболист сербского происхождения, вратарь катарской команды «Аль-Араби» и сборной Катара. Ранее выступал за сборные Сербии, Сербии и Черногории, а также Боснии и Герцеговины. Серебряный призёр чемпионата мира 2015 года и двукратный чемпион Азии (2018 и 2020) в составе сборной Катара.

## Карьера

### Клубная
Даниел Шарич — воспитанник гандбольного клуба «Борац» из Баня-Луки. Пройдя через её молодёжную систему он перебрался в белградскую «Црвену Звезду», где провёл следующие 2 года, повышая свой уровень. В 1999 году Шарич стал игроком команды «Синтелон» из Бачка-Паланки, где также отыграл 2 года. В составе столичного клуба Шарич дважды становился чемпионом страны и дважды выигрывал национальный кубок. Ещё один кубок страны он выиграл, выступая за «Синтелон».
В 2003 году Шарич перебрался в Испанию, где его первой командой стала «Тека Кантабрия» из Сантандера. Далее он играл за клубы «Алькобендас», «Адемар Леон» и «Портленд Сан-Антонио», пока в 2009 году не перешёл в «Барселону». В составе каталонского клуба он четырежды становился чемпионом Испании, выиграл множество национальных кубков, а также дважды побеждал в Лиге чемпионов ЕГФ, в розыгрышах 2010/11 и 2014/15 годов.

### В сборной
За сборную Сербии и Черногории Шарич провёл 50 матчей, он был резервным голкипером команды на Чемпионате Европы 2006 года. Позднее он краткое время защищал ворота сборной Боснии и Герцеговины, проведя в её составе 7 матчей.
В конце 2014 года Шарич стал игроком сборной Катара. В составе команды, где помимо него был ещё ряд игроков балканского происхождения, он завоевал серебро чемпионата мира 2015 года, проводившегося в Катаре. Шарич с 36 % отражённых бросков занял 5-е место в списке лучших голкиперов турнира.